# Joseph Greenberg
Joseph Harold Greenberg, född 28 maj 1915 i Brooklyn, New York, död 7 maj 2001 i Stanford, Kalifornien, var en framstående men också kontroversiell lingvist. Han var känd både för sitt arbete inom språkfamiljeindelning och språkindelning samt inom språktypologi. Greenberg var under många år knuten till Stanford University.

## Karriär

### Språktypologi
Inom språktypologin gjorde Greenberg grundläggande bidrag till kunskapen om synkron lingvistik och identifierade många språkuniversalier. Greenberg undersökte korpora från språk med stor geografisk spridning, och från många språkfamiljer. På detta sätt fann han ett stort antal lingvistiska särdrag som var goda kandidater för att betraktas som språkuniversalier. Observera att en språkuniversalie inte är att betrakta som en absolut regel, utan snarare som en statistiskt påvisbar tendens. 
Greenberg införde begreppet implikativ universalie, vilket innebär att förekomsten av en språkuniversalie medför att språket också har vissa andra givna universalier. Dessa universalier kan röra alla aspekter av ett språk. En välkänd sådan universalie är: Om ett språk har främre rundade vokaler, så har det även främre orundade vokaler.

### Afrikanska språk
Greenberg arbetade också extensivt med afrikanska språk, och publicerade 1963 en ny språkfamiljeindelning för dessa. Indelningen ansågs först vara mycket spekulativ, i synnerhet den nilo-sahariska språkfamiljen, men får nu anses vara generellt accepterad bland de historiska lingvister som specialiserat sig på Afrika. I detta arbete myntade Greenberg också begreppet afroasiatiska språk, vilket har ersatt termen hamito-semitiska språk.
Greenbergs indelning av de afrikanska språken har legat till grund för senare arbete inom fältet. Hal Fleming har till exempel introducerat den omotiska språkfamiljen.  Gregersen har föreslagit att Niger-Kongospråken tillsammans med de nilo-sahariska språken hör ihop i en överordnad kongo-saharisk språkfamilj, vilken Greenberg inkorporerade i sin indelning, men som är starkt ifrågasatt.

### Indopacifiska språk
1971 föreslog Greenberg den indopacifiska superfamiljen, som slår ihop papuaspråken (en samlingsterm för de separata språkfamiljer som talas på och runt Papua Nya Guinea och som inte är austronesiska) med språken på Tasmanien och Andamanöarna. De australiska aboriginspråken omfattas ej. Denna gruppering har inte fått någon allmänt accepterad spridning, och avfärdas direkt av lingvister inom papuaspråk och tasmanska språk.

### Amerindiska språk
Senare vände Greenberg sin uppmärksamhet mot de inhemska språken på de amerikanska kontinenterna. Dessa var vid den tiden grupperade i ett hundratal olika språkfamiljer. 1987 publicerade Greenberg boken Language in the Americas, där han föreslog en bred indelning i 3 huvudgrupper: eskimåisk-aleutiska språk, Na-Denespråk och amerindiska språk.  De två första grupperna var väl etablerade språkfamiljer, så vad Greenberg de facto föreslog var att alla andra språk på de amerikanska kontinenterna kunde grupperas tillsammans i en enda språkfamilj, nämligen de amerindiska språken.
Denna teori har avfärdats av de flesta historiska lingvister. Kritiken har inriktat sig mer på den metodologi (massiv lexikal jämförelse) som Greenberg använde sig av, än själva indelningen. Dessutom har man påvisat ett stort antal fel i de källor som Greenberg använde sig av; till exempel felaktiga ord, felaktiga översättningar, ord som angivits tillhöra fel språk med mera.
Enligt Greenbergs försvarare bör dessa fel inte ha någon statistisk signifikans. Men dessa fel i kombination med den kontroversiella metodologin har lett till att Greenbergs arbete på denna punkt inte fått något allmänt erkännande.

### Eurasiatiska språk
Mot slutet av sitt liv föreslog Greenberg att de många olika språkfamiljerna i Europa och Asien kunde slås samman i en enda supergrupp som han kallade eurasiatiska språk, en gruppering inte helt olik de nostratiska språken som tidigare föreslagits av Illitj-Svitytj. De eurasiatiska språken skiljer sig dock från de nostratiska på en väsentlig punkt: de omfattar ej de afroasiatiska språken. Greenberg arbetade med denna teori fram till sin död.

## Greenbergs massjämförelsemetod
Den vedertagna metoden att etablera historiska samband mellan olika språk är att fastställa regelmässiga ljudförändringar dem emellan. När man försöker jämföra ett stort antal språk blir detta ofta otympligt och ogenomförbart, i synnerhet om det saknas data och/eller rekonstruktioner för de relevanta språkfamiljerna. Greenberg föreslog då en alternativ metod - lexikal massjämförelse, vilken än i dag är mycket kontroversiell.